# Rubén Paz
Ruben Wálter Paz Márquez (* 8. srpen 1959, Artigas) je bývalý uruguayský fotbalista. Hrával na pozici útočníka.
S uruguayskou reprezentací hrál na dvou světových šampionátech, v Mexiku roku 1986 a v Itálii 1990. Roku 1989 získal stříbrnou medaili na mistrovství Jižní Ameriky (Copa América). Celkem za národní tým odehrál 45 utkání a vstřelil 8 gólů.
Je trojnásobným mistrem Uruguaye, a to s klubem Peñarolem Montevideo (1978, 1979, 1981). Roku 1981 byl nejlepším střelcem uruguayské ligy. V roce 1988 byl vyhlášen nejlepším fotbalistou Argentiny a dokonce též nejlepším fotbalistou Jižní Ameriky (v anketě El País).